# Anã negra

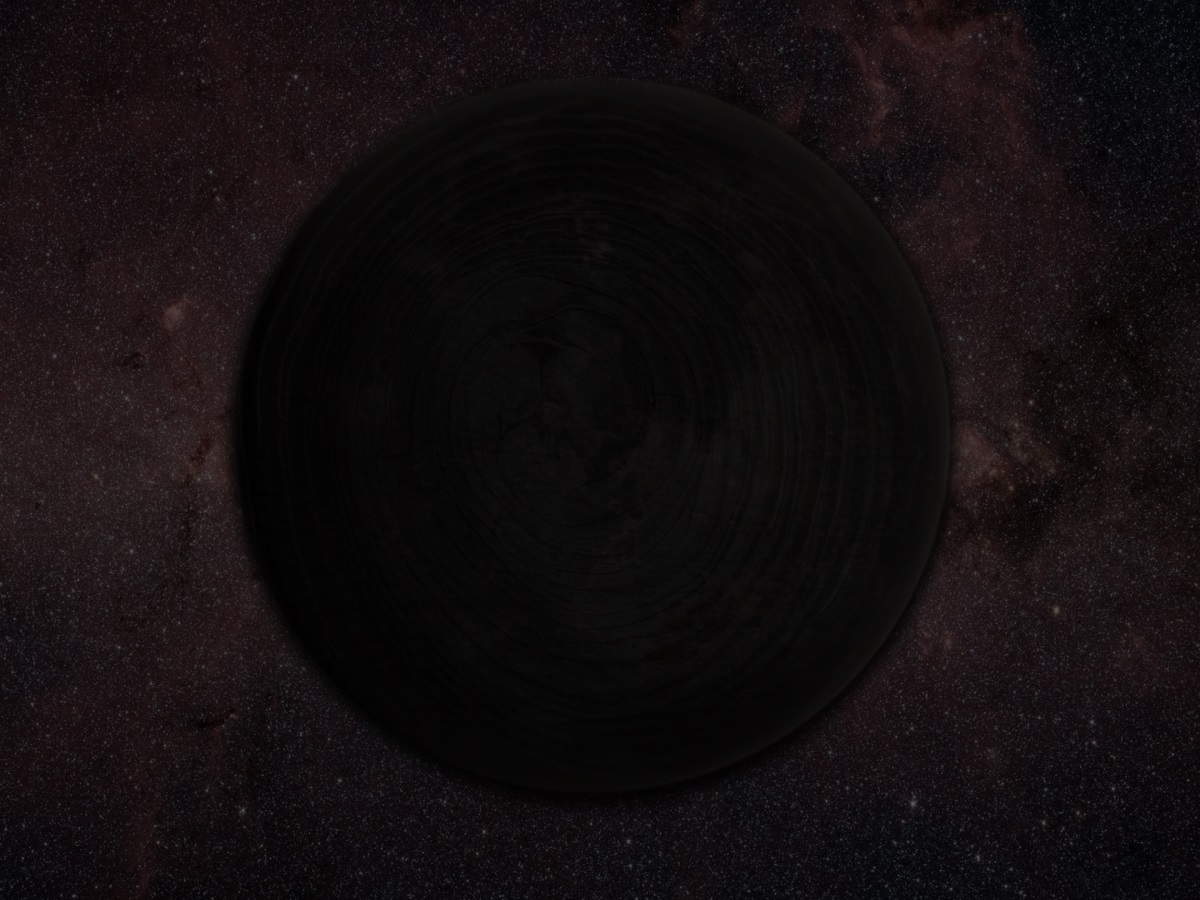
Imagem ilustrativa de uma anã negra.

Uma anã negra é um remanescente estelar teórico, especificamente uma estrela anã branca que se resfriou suficientemente de modo a não mais emitir significativamente calor ou luz. Como se calcula que o tempo requerido para uma anã branca atingir este estado seja maior do que a atual idade do universo (13,8 bilhões de anos), não se espera que alguma anã negra já exista no universo, e a temperatura das anãs brancas mais frias é um dos limites observacionais da idade do universo.
Uma anã branca é o que sobrou de uma estrela da sequência principal de pequena ou média massa (abaixo de aproximadamente 9 a 10 massas solares), depois que ela expeliu ou fundiu todos os elementos químicos para cuja fusão sua temperatura fosse suficiente. O que sobra então é uma densa esfera de matéria degenerada de elétrons, que se resfria lentamente por irradiação térmica, até se tornar uma anã negra.
Se as anãs negras existissem, elas seriam extremamente difíceis de detectar, porque, por definição, elas emitiriam muito pouca radiação. Entretanto, elas seriam detectáveis pela sua influência gravitacional. Diversas anãs brancas de temperatura inferior a 3900 K (classe espectral M0) foram encontradas em 2012 por astrônomos utilizando o telescópio de 2,4 metros do Observatório MDM. Sua idade é estimada em 11 a 12 bilhões de anos.
Como a evolução de estrelas no futuro remoto depende de questões físicas, como a natureza da matéria escura e a possibilidade e taxa de decaimento do próton, que são pouco conhecidas, não se sabe precisamente quanto tempo será necessário para que anãs brancas resfriem até se tornarem negras., § IIIE, IVA. Barrow e Tipler estimam que levaria aproximadamente 1015 anos para uma anã branca se resfriar até 5 K; entretanto, se existirem as partículas massivas que interagem fracamente, é possível que interações com essas partículas mantenham as anãs brancas muito mais quentes do que isto por aproximadamente 1025 anos., § IIIE. Se os prótons não forem estáveis, as anãs brancas também serão mantidas aquecidas pela energia liberada pelo decaimento do próton. Para uma hipotética vida dos prótons de 1037 anos, Adams e Laughlin calculam que o decaimento do próton elevará a temperatura superficial efetiva de uma velha anã branca de 1 massa solar para aproximadamente 0,06 K. Embora frio, acredita-se que isto seja muito mais quente que a radiação cósmica de fundo daqui a 1037 anos., §IVB.
O nome “anã negra” também foi aplicado a objetos subestelares que não têm massa suficiente (menos de aproximadamente 0,08 massa solar) para manter a fusão nuclear do hidrogênio. Atualmente, esses objetos são geralmente chamados “anãs marrons”, um termo cunhado nos anos 1970. As anãs negras não devem ser confundidas com buracos negros. estrelas negras ou estrelas de nêutrons.

## Futuro do Sol
Uma vez que o Sol pare de fundir o hélio em seu núcleo e ejete suas camadas em uma nebulosa planetária em aproximadamente 8 bilhões de anos, ele se tornará uma anã branca e, depois de bilhões de anos, não emitirá mais nenhuma luz. Depois disso, o Sol não será mais visível a olho nu para o equivalente ao olho humano. O tempo estimado para o Sol se resfriar suficientemente para se tornar uma anã negra é de cerca de 1015 anos, embora isto possa levar muito mais tempo, caso existam as partículas massivas que interagem fracamente.